# Sig (Argélia)
Sig (em árabe: سيق), anteriormente Saint-Denis-du-Sig, é uma cidade e comuna localizada na província de Mascara, Argélia. De acordo com o censo de 2008, a população total da cidade era de 70 499 habitantes.

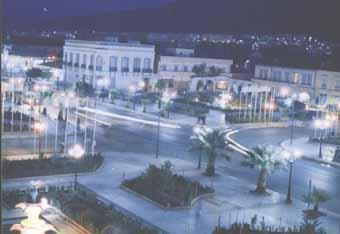
Vista noturna da cidade